# Système Duffy
Le système Duffy est un système de groupe sanguin OMIM (en) 110700, no 008 de l'ISBT.
Il existe 3 antigènes principaux, FY1 (Fya), FY2 (Fyb), FY3 (Fyab) dont les fréquences sont très différentes selon les populations, et trois antigènes d'intérêt mineur, FY4 d'existence incertaine, FY5, FY6, ce dernier défini par un anticorps murin.
Les antigènes Duffy sont les épitopes d'une glycoprotéine (ACKR1, DARC) (en) 613665 de 336 acides aminés (forme majeure, β, de la protéine), sept passages intra-membranaires, domaine N-terminal extracellulaire comportant trois sites de N-glycosylation. La mutation Gly42Asp est à l'origine des phénotypes Fya (FY1) et Fyb(FY2). Cette protéine est un récepteur de chimiokines. 
| Fréquences phénotypiques du système Duffy | Fréquences phénotypiques du système Duffy | Fréquences phénotypiques du système Duffy | Fréquences phénotypiques du système Duffy | Fréquences phénotypiques du système Duffy | Fréquences phénotypiques du système Duffy |
| phénotype                                 | Caucasiens                                | Subsahariens                              | Chinois                                   | Japonais                                  | Thaïs                                     |
| ----------------------------------------- | ----------------------------------------- | ----------------------------------------- | ----------------------------------------- | ----------------------------------------- | ----------------------------------------- |
| Fy(a+,b-)                                 | 17                                        | 9                                         | 90.8                                      | 81.5                                      | 69                                        |
| Fy(a-,b+)                                 | 34                                        | 22                                        | 0.3                                       | 0.9                                       | 3                                         |
| Fy(a+,b+)                                 | 49                                        | 01                                        | 8.9                                       | 17.6                                      | 28                                        |
| Fy(a-,b-)                                 | très rare                                 | 68                                        | 0                                         | 0                                         | 0                                         |

La protéine FY est nécessaire à l'infestation de l'hématie par la majorité des plasmodiums vivax et Plasmodium knowlesi, certaines souches pouvant se propager par un mécanisme Duffy-indépendant   Les populations Fy(a-, b-) d'Afrique de l’Ouest sont donc protégées contre ces parasitoses, sans que la question de savoir si le parasite n'a pu se développer du fait du phénotype de la population, ou s'il y a eu sélection naturelle du phénotype par le parasite, soit tranchée.